# Leptodactylus mystaceus
Leptodactylus mystaceus là một loài ếch trong họ Leptodactylidae. Tên gọi bản địa của nó là sapo-rana comun ("common toad-frog").
Nó được tìm thấy ở Bolivia, Brasil, Colombia, Ecuador, Guyane thuộc Pháp, Guyana, Peru, Suriname, và Venezuela. Các môi trường sống tự nhiên của chúng là các khu rừng ẩm ướt đất thấp nhiệt đới hoặc cận nhiệt đới, xavan ẩm, đồng cỏ nhiệt đới hoặc cận nhiệt đới vùng ngập nước hoặc lụt theo mùa, đầm nước ngọt có nước theo mùa, vùng đồng cỏ, và các khu rừng trước đây bị suy thoái nặng nề. Nó không được xem là bị đe dọa theo IUCN.